# Suševlje
Suševlje (cyr. Сушевље) – wieś w Serbii, w okręgu jablanickim, w mieście Leskovac. W 2011 roku liczyła 136 mieszkańców.